# Overpeltse VV
Overpeltse VV was een Belgische voetbalclub uit Overpelt. De club was bij de KBVB aangesloten met stamnummer 2082 en had geel en zwart als kleuren. Overpelt speelde het grootste deel van zijn bestaan in de provinciale reeksen. In 2014 fusioneerde de club met Esperanza Neerpelt tot FC Esperanza Pelt.

## Geschiedenis
Na de Eerste Wereldoorlog werd in Overpelt gevoetbald door OMS, maar deze voetbalploeg verdween weer in de jaren 20. In de jaren 20 ontstond fabrieksploeg Vlug en Vrij Overpelt-Usines, dat zich in 1927 bij de Belgische Voetbalbond aansloot met stamnummer 1064, maar weer verdween in 1933. Eind jaren 20 speelde in Overpelt ook Halt VV in de provinciale reeksen van de KBVB. In 1932 werd dan ook Overpelt VV opgericht. Aanvankelijk speelde men bij de Vlaamse Voetbalbond, maar vanaf 1934 speelde men bij de KBVB onder stamnummer 2082. Ondertussen werd in Overpelt ook arbeidersploeg VV Overpelt-Fabriek opnieuw opgericht, ditmaal onder stamnummer 2554. Halt VV verdween in 1937. Overpeltse speelde in de laagste provinciale reeksen.
In de Tweede Wereldoorlog trad men aan in noodcompetities met andere clubs uit de streek. In 1945/46 haalde men een titel en promoveerde men naar Tweede, toen de hoogste provinciale reeks. Na reekshervormingen bleef men de volgende jaren in Tweede Provinciale. In 1953 volgde een degradatie; in 1958 kon men weer terugkeren. Overpeltse bleef hier de volgende 18 seizoenen onafgebroken spelen. In 1976 ging men in een nieuw stadion spelen. De volgende jaren volgden enkele degradaties en promoties. Ondertussen was sinds de jaren 50 die andere Overpeltse club, Overpelt-Fabriek, uitgegroeid tot een vaste waarde in de nationale reeksen.
Overpeltse VV bleef echter decennialang in de Limburgse provinciale reeksen spelen. Eind jaren 90 volgde zelfs even een snelle terugval. In 1997 degradeerde de club van Tweede naar Derde Provinciale en in 1998 zakte men verder weg naar het allerlaagste niveau, Vierde Provinciale. Het verblijf op het laagste niveau duurde echter maar één seizoen. Overpelt werd vierde, mocht naar de eindronde, en wist zo in 1999 meteen weer promotie naar Derde af te dwingen. Het zou de aanzet zijn van een vlugge opmars van de club enkele jaren later.
Ondertussen verdween in 2003 buurclub KVV Overpelt-Fabriek uit de gemeente. Die club fusioneerde met Lommel SK tot KVSK United Overpelt-Lommel en verhuisde naar Lommel. Overpelt VV nam nu haar intrek in De Leukens, het voormalig stadion van Overpelt-Fabriek. Ook op sportief gebied zou Overpelt VV de volgende jaren al gauw de leemte opvullen die Overpelt-Fabriek had achtergelaten. In 2004/05 haalde men immers de eindronde in Derde Provinciale, waar men promotie wist af te dwingen. In 2005/06 herhaalde men dit in Tweede Provinciale. Ook in Eerste Provinciale ging men voort op dit elan. Overpelt VV werd er meteen kampioen en promoveerde zo in 2007 voor het eerst in zijn bestaan naar de nationale Vierde Klasse.
Dit eerste seizoen in de nationale reeksen (2007/08) werd geen succes. Overpelt VV werd op twee na laatste en zakte weer. In Eerste Provinciale wist Overpelt echter meteen weer een plaats in de eindronde af te dwingen. De ploeg haalde de interprovinciale eindronde, en dankzij een overwinning op RFC Meux mocht de club in 2009 weer naar Vierde Klasse, waar men zich ditmaal wel kon handhaven.
De financiële toestand van Overpeltse was echter moeilijk, jeugdspelers trokken weg en het supportersaantal nam af. In het voorjaar van 2014, besloot men dan ook tot een fusie met het naburige Esperanza Neerpelt, dat op dat moment in dezelfde reeks als Overpelt in Vierde Klasse speelde. De fusieclub ging FC Esperanza Pelt heten en in het sportpark De Roosen in Neerpelt gaan spelen. Men zou verder spelen in Vierde Klasse met stamnummer 2529 van Neerpelt, tenzij Overpelt op het eind van het seizoen toch nog via de eindronde zou promoveren. Noch Neerpelt noch Overpelt dwongen via de eindronde promotie af, en de fusieclub ging zo verder in Vierde Klasse met het stamnummer 2529 van Neerpelt. Overpeltse VV werd vereffend en stamnummer 2082 werd definitief geschrapt.

## Resultaten
| Seizoen | Klasse | Klasse | Klasse | Klasse | Klasse | Reeks                | Punten | Opmerkingen                                                       |
|         | I      | II     | III    | IV     | P.I    |                      |        |                                                                   |
| ------- | ------ | ------ | ------ | ------ | ------ | -------------------- | ------ | ----------------------------------------------------------------- |
| 2006/07 |        |        |        |        | 1      | Eerste Prov. Limburg |        |                                                                   |
| 2007/08 |        |        |        | 14     |        | Vierde Klasse C      | 31     |                                                                   |
| 2008/09 |        |        |        |        | 2      | Eerste Prov. Limburg | 64     | Winst in interprovinciale eindronde voor promotie                 |
| 2009/10 |        |        |        | 9      |        | Vierde Klasse C      | 40     |                                                                   |
| 2010/11 |        |        |        | 10     |        | Vierde Klasse C      | 39     |                                                                   |
| 2011/12 |        |        |        | 3      |        | Vierde Klasse C      | 52     | Verlies in eindronde voor promotie tegen Dilbeek Sport            |
| 2012/13 |        |        |        | 11     |        | Vierde Klasse C      | 38     |                                                                   |
| 2013/14 |        |        |        | 3      |        | Vierde Klasse C      | 50     | winst in eindronde tegen KFC Duffel, verlies tegen KSC Grimbergen |

## Bekende spelers
- Dimitri de Condé